# Arquidiócesis de Kisangani
La arquidiócesis de Kisangani (en latín: Archidioecesis Kisanganiensis y en francés: Archidiocèse de Kisangani) es una circunscripción eclesiástica de la Iglesia católica en la República Democrática del Congo. Se trata de una arquidiócesis latina, sede metropolitana de la provincia eclesiástica de Kisangani. Desde el 28 de noviembre de 2008 su arzobispo es Marcel Utembi Tapa.

## Territorio y organización
La arquidiócesis tiene 150 123 km² y extiende su jurisdicción sobre los fieles católicos de rito latino residentes en la provincia de Tshopo, una parte de los territorios de Bafwasende, Banalia, Basoko, Isangi, Opala y Ubundu, además de la ciudad de Kisangani; en la provincia de Maniema una parte del territorio de Lubutu; y una pequeña porción de la provincia de Kivu del Norte.
La sede de la arquidiócesis se encuentra en la ciudad de Kisangani, en donde se halla la Catedral de Nuestra Señora del Rosario.
En 2021 en la arquidiócesis existían 32 parroquias.
La arquidiócesis tiene como sufragáneas a las diócesis de: Bondo, Bunia, Buta, Doruma-Dungu, Isangi, Isiro-Niangara, Mahagi-Nioka y Wamba.

## Historia
La prefectura apostólica de Stanley Falls fue erigida el 3 de agosto de 1904 con el decreto Cum in generalibus de la Congregación de Propaganda Fide, obteniendo el territorio del vicariato apostólico del Congo Belga (hoy arquidiócesis de Kinsasa).
El 10 de marzo de 1908 la prefectura apostólica fue elevada a vicariato apostólico con el breve Ex hac Beati Petri del papa Pío X.
El 27 de junio de 1922 cedió una porción de su territorio para la erección de la prefectura apostólica de Lago Alberto (hoy diócesis de Bunia) mediante el breve Quae catholico del papa Pío XI.
El 9 de abril de 1934 cedió una porción de su territorio para la erección de las misiones sui iuris del Beni y del Congo Belga (hoy diócesis de Butembo-Beni) mediante la bula Quo latius del papa Pío XI.
El 10 de marzo de 1949 cedió otra porción de territorio para la erección del vicariato apostólico de Wamba (hoy diócesis de Wamba) mediante la bula Evangelizationis inter infideles del papa Pío XII y al mismo tiempo cambió su nombre por el de vicariato apostólico de Stanleyville.
El 14 de junio de 1951 cedió una porción de su territorio para la erección de la prefectura apostólica de Isangi (hoy diócesis de Isangi) mediante la bula Enascentium inter del papa Pío XII.
El 23 de abril de 1956 cedió otra porción de su territorio para la erección del vicariato apostólico de Kindu (hoy diócesis de Kindu) mediante la bula Apostolica Sedes del papa Pío XII.
El 10 de noviembre de 1959 el vicariato apostólico fue elevado al rango de arquidiócesis metropolitana con la bula Cum parvulum del papa Juan XXIII.
El 30 de mayo de 1966 asumió su nombre actual de arquidiócesis de Kisangani.

## Estadísticas
Según el Anuario Pontificio 2022 la arquidiócesis tenía a fines de 2021 un total de 959 340 fieles bautizados.
| Año                                                                             | Población            | Población | Población      | Sacerdotes | Sacerdotes    | Sacerdotes    | Bautizados por sacerdote | Diáconos permanentes | Religiosos | Religiosos | Parroquias |
| Año                                                                             | Bautizados católicos | Total     | % de católicos | Total      | Clero secular | Clero regular | Bautizados por sacerdote | Diáconos permanentes | Varones    | Mujeres    | Parroquias |
| ------------------------------------------------------------------------------- | -------------------- | --------- | -------------- | ---------- | ------------- | ------------- | ------------------------ | -------------------- | ---------- | ---------- | ---------- |
| 1950                                                                            | 132 666              | 442 750   | 30.0           | 96         | 6             | 90            | 1381                     |                      | 17         | 97         | 19         |
| 1970                                                                            | 230 000              | 557 300   | 41.3           | 47         | 9             | 38            | 4893                     |                      | 64         | 51         | 24         |
| 1980                                                                            | 294 000              | 800 000   | 36.8           | 55         | 8             | 47            | 5345                     |                      | 75         | 68         | 32         |
| 1990                                                                            | 458 881              | 970 000   | 47.3           | 86         | 23            | 63            | 5335                     |                      | 125        | 118        | 40         |
| 1997                                                                            | 575 020              | 1 265 000 | 45.5           | 91         | 34            | 57            | 6318                     |                      | 94         | 99         | 39         |
| 2013                                                                            | 805 000              | 1 677 000 | 48.0           | 113        | 62            | 51            | 7123                     |                      | 220        | 388        | 42         |
| 2016                                                                            | 975 000              | 1 841 000 | 53.0           | 104        | 63            | 41            | 9375                     |                      | 177        | 156        | 32         |
| 2019                                                                            | 951 200              | 1 962 200 | 48.5           | 105        | 58            | 47            | 9059                     |                      | 138        | 167        | 32         |
| 2021                                                                            | 959 340              | 2 085 660 | 46.0           | 60         | 60            |               | 15 989                   |                      | 99         | 173        | 32         |
| Fuente: Catholic-Hierarchy, que a su vez toma los datos del Anuario Pontificio. |                      |           |                |            |               |               |                          |                      |            |            |            |

## Episcopologio

### Prefecto apostólico de Stanley Falls
- Émile-Gabriel Grison, S.C.I. † (3 de agosto de 1904-28 de marzo de 1933 renunció)

### Vicarios apostólicos de Stanley-ville
- Camille Verfaillie, S.C.I. † (1 de febrero de 1934-marzo de 1958 renunció)
- Nicolas Kinsch, S.C.I. † (7 de mayo de 1958-10 de noviembre de 1959 nombrado arzobispo)

### Arzobispos metropolitanos de Kisangani
- Nicolas Kinsch, S.C.I. † (10 de noviembre de 1959-26 de septiembre de 1967 renunció[nota 1])
- Augustin Fataki Alueke † (26 de septiembre de 1967-1 de septiembre de 1988 retirado)
- Laurent Monsengwo Pasinya † (1 de septiembre de 1988-6 de diciembre de 2007 nombrado arzobispo de Kinsasa)
- Marcel Utembi Tapa, desde el 28 de noviembre de 2008